# Haageocereus icensis
Haageocereus icensis ist eine Pflanzenart in der Gattung Haageocereus aus der Familie der Kakteengewächse (Cactaceae). Das Artepitheton icensis verweist auf das Verbreitungsgebiet der Art bei Ica.

## Beschreibung
Haageocereus icensis wächst mit niederliegenden bis halbaufrechten Trieben, die bei Durchmessern von bis zu 4 Zentimeter eine Länge von 1 bis 2 Meter erreichen. Es sind 15 bis 18 sehr stumpfe Rippen vorhanden. Die 30 oder mehr nadeligen Dornen sind  braun. Die Mitteldornen und die oberen Randdornen sind an ihren Spitzen dunkler, pfriemlich und 4 bis 8 Millimeter lang. Die untersten ein bis drei Randdornen besitzen eine Länge von bis zu 1 Zentimeter. Die ein bis zwei Mitteldornen werden bis zu 3 Zentimeter lang.
Die weißen Blüten erreichen eine Länge von bis zu 10 Zentimeter. 

## Verbreitung und Systematik
Haageocereus icensis ist in Peru in der Provinz Ica verbreitet.
Die Erstbeschreibung erfolgte 1981 durch Friedrich Ritter. Haageocereus icensis ist möglicherweise nur eine Variante von Haageocereus acranthus.

## Nachweise